# Tricorythodes griseus
Tricorythodes griseus is een haft uit de familie Leptohyphidae. De wetenschappelijke naam van de soort is voor het eerst geldig gepubliceerd in 1999 door Hofmann & Sartori.
De soort komt voor in het Neotropisch gebied.